# 松田俊道
松田 俊道（まつだ としみち、1952年 - ）は、日本の東洋史学者、博士。中央大学教授。専門は中世エジプト史。

## 来歴
千葉県香取郡生まれ。1975年、駒澤大学文学部歴史学科卒業。エジプト・アラブ共和国カイロ・アメリカン大学アラビア語コース、カイロ大学文学部史学科を経て、1992年に中央大学大学院文学研究科東洋史学博士後期課程退学。1997年慶應義塾大学文学部非常勤講師、1998年中央大学文学部助教授を経て、2002年に教授就任。
2008年『聖カテリーナ修道院文書の歴史的研究』で博士号（史学、中央大学）を取得。専門は中世エジプト史、特にマムルーク朝時代の歴史研究。アラビア語の古文書研究。イスラーム文明と西欧文明が邂逅した地中海世界に関心がある。主要著書に『聖カテリーナ修道院文書の歴史的研究』など。
そのほか、(財)東洋文庫研究員(1991.4-1993.3)、東京外国語大学アジア・アフリカ言語文化研究所共同研究員(1992.4-1994.3)、上智大学外国語学部と京都大学文学部で非常勤講師、日本イスラム協会 評議員などを歴任。

## 著書
- 「国立国会図書館サーチ」を参照